# 한칸
한칸은 바둑에서, 돌과 돌 사이에 '한 점을 놓을 수 있는 간격'이다. 한칸 간격으로 굳히거나 벌리는 것, 뛰는 것을 뜻하기도 하며, 진출·확장·탈출의 기본 행마로, 건너붙임의 약점이 없어서 날일자에 비해 돌의 연결이 잘 끊기지 않는 장점이 있다.